# المؤسسة الوطنية للملاحة كورسيكا المتوسطي

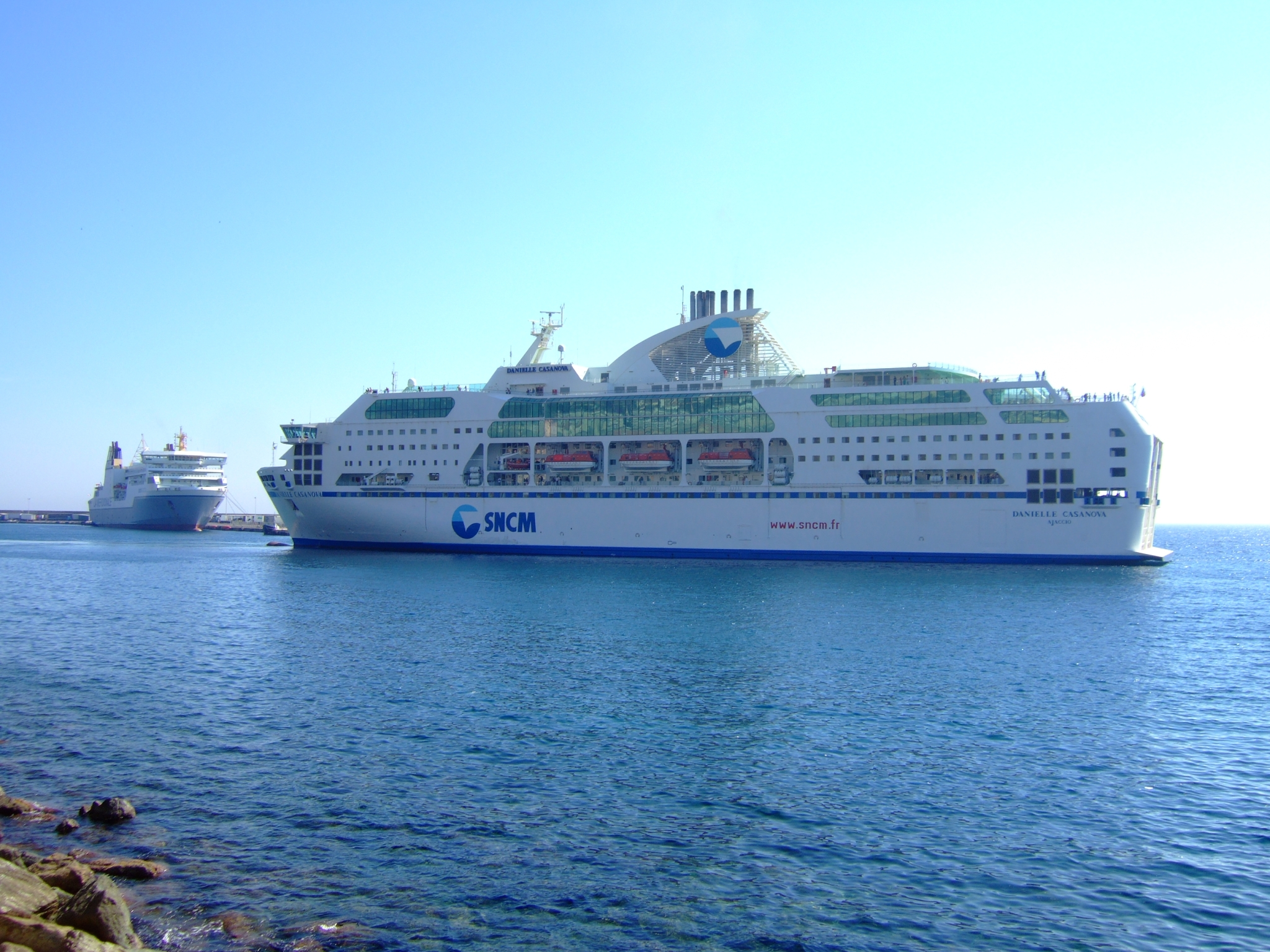
العبارة دانييل كازانوفا خارجة من ميناء باستيا

المؤسسة الوطنية للملاحة كورسيكا المتوسطي (بالفرنسية: Société nationale maritime Corse Méditerranée اختصاراً SNCM) هي شركة نقل بحري ذات رأس مال عام وخاص توفر خدمات منتظمة من البر الرئيسى لفرنسا باتجاه كورسيكا وسردينيا والجزائر وتونس.